# Все могло бути інакше
«Все могло бути інакше» — молдовський радянський художній фільм 1982 року, знятий кіностудією «Молдова-фільм».

## Сюжет
Флорин, що виріс в дитячому будинку, намагається розшукати свою маму Дарину, яку він не бачив 15 років. Його кохана Ліза дуже ревниво ставиться до планів Флорина. Зустрівши матір, вже дорослий син намагається зрозуміти людину, яка подарувала йому життя і кинула його. Але чи зможе син пробачити матір, яка позбавила його щасливого дитинства?

## У ролях
- Георге Гриу —  Флорин
- Маргарита Терехова —  Дарина, мати Флорина
- Людмила Чиншевая —  Емілія
- Олена Фіногеєва — Ліза
- Антоніна Максимова — Катерина Іванівна
- Віоріка Кірке-Баракчі — матуся-всиновлювач
- Валентина Ананьїна - листоноша Віра
- Думітру Фусу

## Знімальна група
- Автор сценарію: Валеріу Жерегі, Сергій Акчурин, Валентин Єжов
- Режисер: Валеріу Жерегі
- Оператор: Павло Балан
- Художник: Влад Булат
- Композитор: Іон Алдя-Теодорович